# United States Census

The Bureau of the Census är en avdelning inom USA:s handelsdepartement (United States Department of Commerce).

United States Census är en folkräkning i USA som genomförs vart tionde år och som grundas på USA:s konstitution. Folkräkningen används bland annat för att räkna ut antalet ledamöter i USA:s representanthus som olika delstater skall få och för beräkningar om statsbidrag. 
Den senaste nationella folkräkningen ägde rum 2020; Nästa folkräkning är planerad till 2030. 